# Rochuskapelle Sand

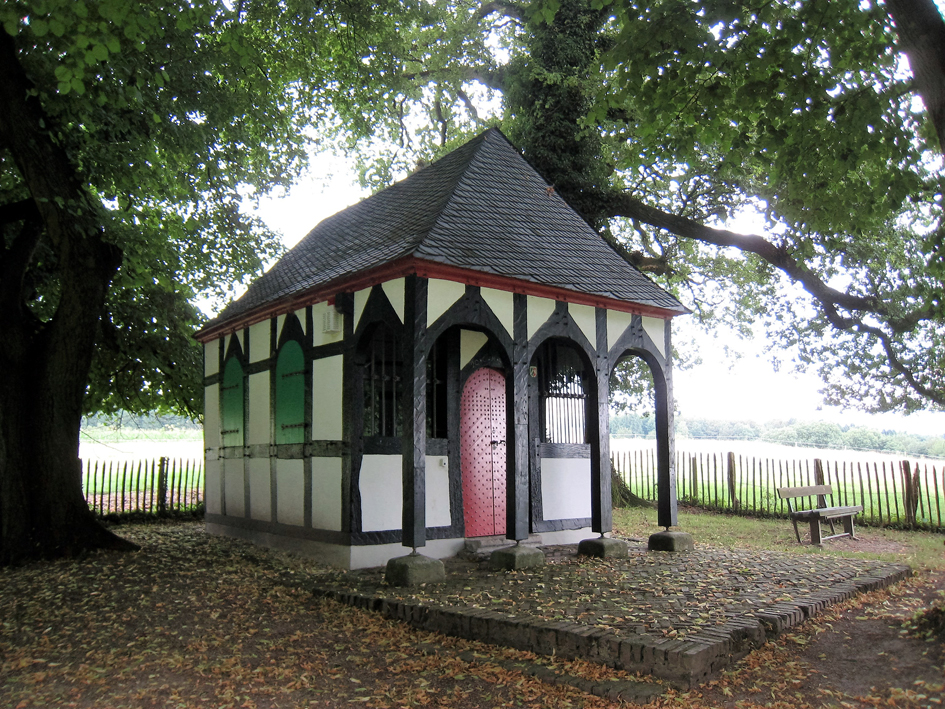
Die Rochuskapelle 2016

Die Rochuskapelle Sand steht im Stadtteil Sand von Bergisch Gladbach im Rheinisch-Bergischen Kreis. Sie ist dem heiligen Rochus von Montpellier gewidmet, der als Schutzpatron der Pestkranken gilt.

## Geschichte
Die Rochuskapelle stammt aus dem 17. Jahrhundert. Als die Pest im Bergischen Land bis um 1679 wütete, war das für den Freiherrn Philipp von Leers auf Haus Lerbach Anlass, diese Kapelle zu stiften. Sie steht an der Herkenrather Straße auf einer Anhöhe zwischen Sand und Herkenrath.
Es handelt sich um einen kleinen einschiffigen Bau mit einem verschieferten Walmdach und einem Laubenvorbau. Auf drei Seiten gibt es jeweils zwei Rundbogenfenster. Der Eingang besteht aus einer zweiflügeligen genagelten Holztür. Im Innern hat sie eine flachrunde Decke und einen Sandsteinfußboden. Nachdem sie im 19. Jahrhundert erneuert worden war, mussten 1960/61 erneut Instandsetzungs-Arbeiten durchgeführt werden.

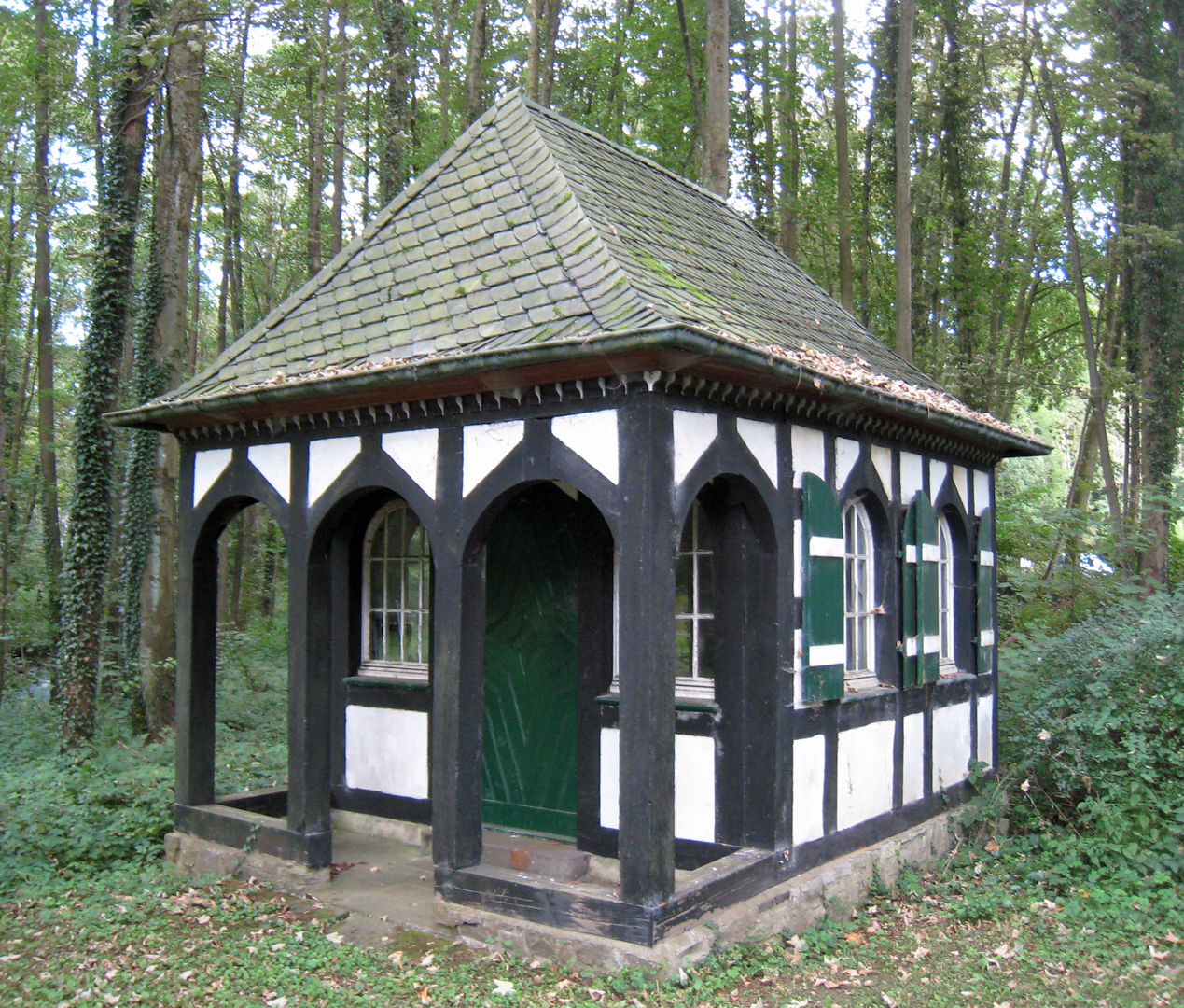
Pumpenhaus für die Wasserleitung der Papierfabrik Zanders am Eingang zum Papiermuseum Alte Dombach

Sie gilt als Vorbild für das Pumpenhäuschen in der Alten Dombach sowie für die Sankt-Barbara-Kapelle in Hellenthal, die in jüngster Zeit einen maßstabsgerechten Nachbau im LVR-Freilichtmuseum Lindlar erhalten hat.

## Baudenkmal
Die Rochuskapelle Sand ist als Denkmal Nr. 99 in die Liste der Baudenkmäler in Bergisch Gladbach eingetragen.